# Сьнехи
Сьнехи (пол. Śniechy) — село в Польщі, у гміні Мохово Серпецького повіту Мазовецького воєводства.
Населення — 89 осіб (2011).
У 1975-1998 роках село належало до Плоцького воєводства.

## Демографія
Демографічна структура станом на 31 березня 2011 року:
|          | Загалом | Допрацездатний вік | Працездатний вік | Постпрацездатний вік |
| -------- | ------- | ------------------ | ---------------- | -------------------- |
| Чоловіки | 41      | 10                 | 28               | 3                    |
| Жінки    | 48      | 9                  | 25               | 14                   |
| Разом    | 89      | 19                 | 53               | 17                   |